# Otto von Schwarzkopf
Otto Carl Eduard von Schwarzkopf (* 21. Juli 1839 in Hildesheim; † 22. Juli 1889 in Gradtken, Kreis Allenstein, Ostpreußen) war ein deutscher Verwaltungsjurist und Parlamentarier.

## Leben

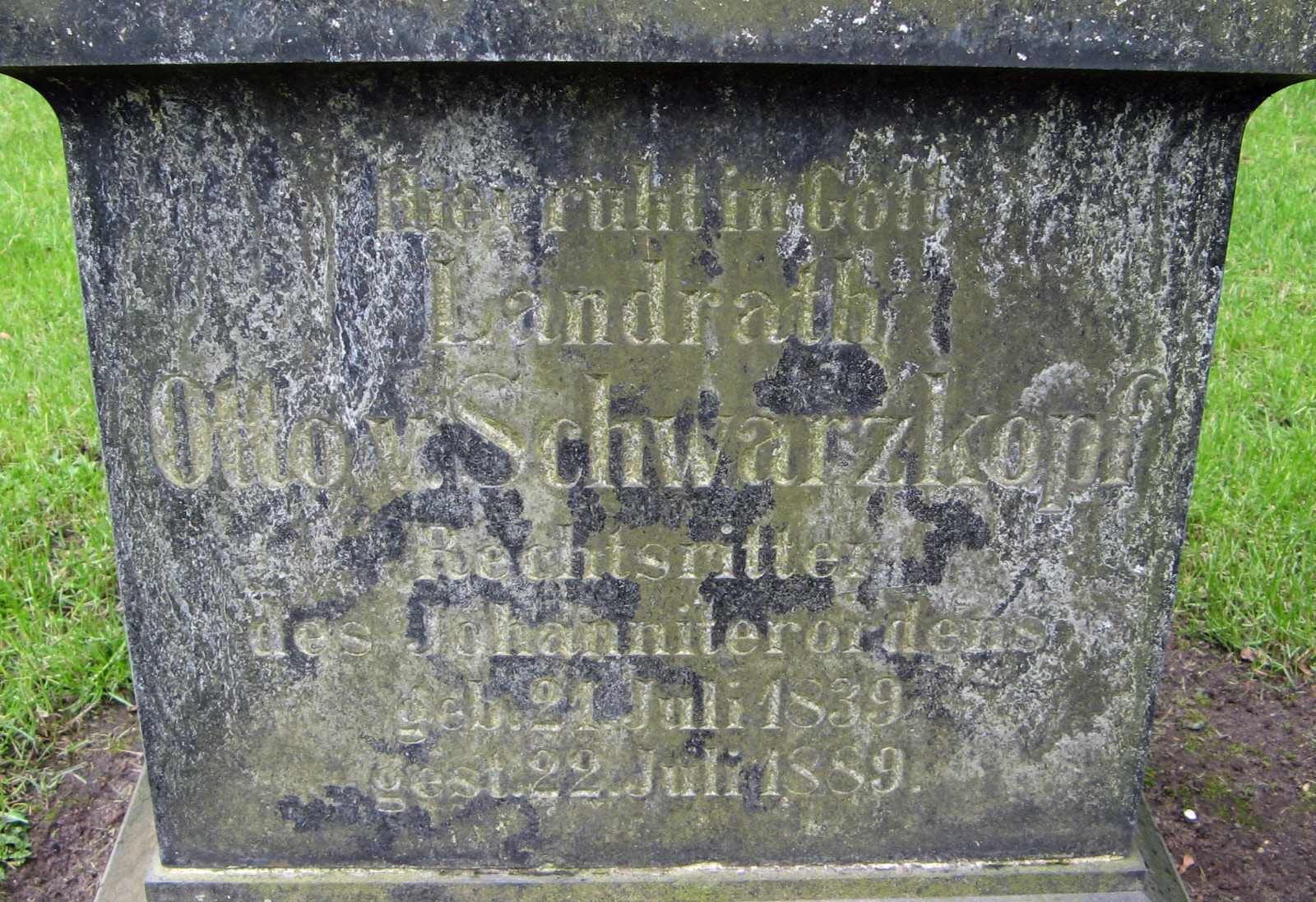
Grabstein von Otto von Schwarzkopf im Stadtfriedhof Engesohde, Hannover

Schwarzkopf war Sohn eines Geheimen Justizrats in Hildesheim. Er begann an der Ruprecht-Karls-Universität Rechtswissenschaft zu studieren und wurde 1859 im Corps Vandalia Heidelberg recipiert. Als Inaktiver wechselte er an die Georg-August-Universität Göttingen. 1865 bestand er in Hannover das Assessorexamen. Nach Beschäftigungen in Celle und Wöltingerode wurde er 1866 dem Stiftsamt in Northeim zugeteilt. 1867 wurde er Bürgermeister in Nienburg (Weser), 1870 Regierungsassessor in Fallingbostel, 1872 an der Landdrostei in Hannover. 1875 wurde er zur Regierung nach Magdeburg versetzt und 1877 Regierungsrat am dortigen Oberpräsidium. 1878 wurde er Amtshauptmann, 1884 Landrat des Landkreises Neustadt am Rübenberge. Von 1886 bis zu seinem Tod 1889 vertrat von Schwarzkopf als Abgeordneter den Wahlkreis Hannover 3 (Stolzenau, Neustadt am Rübenberge) im Preußischen Abgeordnetenhaus. Er gehörte der Fraktion der Freikonservativen Partei an. Am Tag nach seinem 50. Geburtstag starb er auf einer Reise in Masuren.